# David Pindur
David Pindur (* 5. června 1981, Frýdek-Místek) je český historik.

## Životopis
Je absolventem Slezské univerzity v Opavě. Od roku 2008 působí v Muzeu Těšínska v Českém Těšíně, mj. jako redaktor časopisu Těšínsko.
Dlouhodobě se věnuje církevním dějinám Slezska a severovýchodní Moravy, oblasti Těšínska v období raného novověku a novověku či pomocným vědám historickým.
K jeho zásadním publikačním počinům patří monografie Světla a stíny barokní církve ve Slezsku. Frýdecké arcikněžství v letech 1654–1770. Struktury, procesy, lidé (Český Těšín 2015) či Domus orationis. Farní chrám sv. Jana a Pavla v Místku v proměnách staletí (Frýdek-Místek 2017). Je autorem či spoluautorem mnoha odborných i populárně-vědných publikací, mj. řady monografií historie měst a obcí (Český Těšín, Frýdek-Místek, Frýdlant nad Ostravicí, Malenovice, Mosty u Jablunkova, Ostravice, Petřvald, Řepiště, Staré Hamry, Třanovice, Vratimov aj.) či farností a kostelů.
Autorsky se podílel se na scénářích a přípravě obecních či církevních expozic v Bohumíně (Bohumín. Pohledy do minulosti města, 2016), Bruzovicích (Bruzovice. Pohledy do minulosti slezské obce, 2014), Frýdku (Pohledy do dějin farnosti Frýdek, 2011) a Třanovicích (Památník Jiřího Třanovského, 2013).
Je členem redakční rady časopisu Museum vivum. 
Trvale žije v rodném městě. Je ženatý a má tři děti.